# قائمة مطارات بوروندي
هذة قائمة مطارات بوروندي:

## المطارات
| موقع المطار | إيكاو | إياتا | اسم المطار            | إحداثيات                                         |
| ----------- | ----- | ----- | --------------------- | ------------------------------------------------ |
| بوجومبورا   | HBBA  | BJM   | مطار بوجومبورا الدولي | 3°19′26.2″S 29°19′6.6″E / 3.323944°S 29.318500°E |
| غيتيغا      | HBBE  | GID   | مطار غيتيغا           | 3°25′2.9″S 29°54′43.1″E / 3.417472°S 29.911972°E |
| نيانزا لاك  | HBBL  |       | مطار نيانزا لانك      | 4°20′20.9″S 29°36′2.5″E / 4.339139°S 29.600694°E |
| كيروندو     | HBBO  | KRE   | مطار كيروندو          | 2°32′40.9″S 30°5′41.0″E / 2.544694°S 30.094722°E |